# Plectranthus mzimvubuensis
Plectranthus mzimvubuensis là một loài thực vật có hoa trong họ Hoa môi. Loài này được van Jaarsv. mô tả khoa học đầu tiên năm 2004.